# Platyphylla
Platyphylla is een geslacht van vlinders van de familie sikkelmotten (Oecophoridae), uit de onderfamilie Oecophorinae.

## Soorten
- P. nipholeuca Turner, 1946
- P. zophosphena Turner, 1946